# Illyrer

Illyriska stammar under antiken.

Illyrer (eller illyrier) är en samlad benämning för de indoeuropeiska stammar som under antiken var bosatta i Illyrien mellan Adriatiska havet och Donau.

## Beteckning
Illyrerna var, enligt grekernas syn på saken, en rad olika indoeuropeiska folkstammar som levde vid och i inlandet av östra Adriatiska havet. Den grekiska beteckningen »Illyrien« refererade till ett mindre område än den senare romerska beteckningen »Illyricum«. Det verkar som att beteckningen »illyrer« avsåg en specifik illyrisk folkstam som grekerna först kom i kontakt med, som blev namnet för en mängd folkstammar med liknande språk och kultur. Det är trots det ovisst om de illyriska folken själva kallade sig för illyrer eller efter den folkstam de tillhörde. I de flesta fall kallade de förmodligen inte sig själva för illyrer. Det påstås att illyriskt folk bestod av några dussintal folkstammar men även det är ovisst. Även de antika författarna var oense om hur många av dessa folkstammar verkligen var illyrer.

## Historia
Illyriska folk har funnits i Europa sedan minst 3000–4000 år f.Kr. Redan under den tidigaste antiken bebodde de ett område i sydöstra Europa som omfattade dagens södra delar av Österrike samt Slovenien, Ungern, Kroatien, Bosnien och Hercegovina, Serbien, Montenegro, Nordmakedonien, Rumänien, Kosovo och Albanien. Det är i många fall osäkert vilka folkstammar som tillhörde den illyriska folkgruppen eller ej. Det är även osäkert om illyrerna betraktades som ett enskilt folk eller enbart var ett samlingsnamn. Det namn som romarna använde för området längs Adriatiska havet var Dalmatien.
Illyrerna bildade flera kungadömen på centrala Balkanhalvön. Det första och kändaste av dem var Bardylis. Illyriska kungariket var oftast i krig med antika makedonierna.
Illyrerna var beryktade sjörövare och skickliga skeppsbyggare. Deras sjöröveri mot romerska skepp förargade de romerska myndigheterna att gå till angrepp mot Illyrien.
Illyricum var en provins som erövrades av romarna, kustområdena längs Adriatiska havet samt Makedonien redan innan år 121 f.Kr. och övriga området väster om Donau innan år 14 e.Kr. Strax därefter (46 e.Kr.) erövrades även Thrakien som senare delades upp med Moesia. Området tillhörde Romarriket tills det erövrades av ostrogoterna år 488 e.Kr.
Pannonierna var ett illyriskt folk som var bosatta mellan Donau och Sava i nuvarande Ungern och Kroatien. Efter ett uppror år 5 e.Kr. mot romarna tillsammans med andra illyriska folk samt sarmater och dacier, så besegrades de av Tiberius. Det tog romarna fyra år att besegra detta uppror, men år 9 e.Kr., blev landet provinsen Pannonien. Omkring år 150 e.Kr. försökte langobarderna att tränga in i Romarriket, men stoppades då av pannonierna. Landet erövrades vid mitten av 400-talet av rugierna, därefter ostrogoter, langobarder och avarer. Från och med år 537 tillhörde Illyrien det Östromerska riket.
Mot slutet av rikets fall nådde illyrer, genom sina gamla krigiska vanor, höga positioner i den militära hierarkin. Många av dessa blev till och med kejsare. Från mitten av 200-talet till mitten av 300-talet var kontrollen över riket nästan ständigt i illyrernas händer. Bland dessa kan nämnas Decius, Aurelianus, Diocletianus och Konstantin den store. Dessa kejsare och krigare av illyrisk börd kallades för »illyriciani«.
I antikens Albanien mötte de illyriska folkstammarna samma öde som grekerna på grund av dess geografiska läge med höga, otillgängliga berg.
Vissa illyriska folkstammar motstod att assimileras. En av dessa var en folkstam som kallades Albanoi och som bodde i dagens mellersta Albanien. Mellan 500- och 700-talen försvann namnet Illyrien ur historiska källor och ersattes av namnet Albanien. Namnet spred sig från dagens mellersta Albanien och upptogs av andra illyriska folkstammar i kringliggande områden. Dessa folkstammar anses vara förfäder till dagens albaner.

### Fotnoter
1. 1 2  ”illyrer - Uppslagsverk - NE”. www.ne.se. http://www.ne.se/uppslagsverk/encyklopedi/l%C3%A5ng/illyrer. Läst 31 juli 2017.
2. 1 2  Sara Elise Phang, Iain Spence, Douglas Kelly Ph D, Peter Londey (2016). Conflict in Ancient Greece and Rome: The Definitive Political, Social, and Military Encyclopedia. sid. 311.
3. ↑  Rudolf Abraham (2018). The Peaks of the Balkans Trail: Montenegro, Albania and Kosovo.
4. ↑  Jason R. Abdale (2019). The Great Illyrian Revolt: Rome's Forgotten War in the Balkans, AD 6–9.
5. 1 2  John Wilkes (1992). The Illyrians.
6. ↑  Anastassios-Fivos Christidis (2007). A History of Ancient Greek: From the Beginnings to Late Antiquity. sid. 745.
7. ↑  Ivo Vukcevich (2013). Croatia 2: Ludwig Von Gaj Opposes Croatia’S Hungarian Heritage. sid. 283.
8. ↑  Roswell Chamberlain Smith (1855). Geography on the Productive System: For Schools, Academies, and Families. sid. 331.
9. ↑  Paul Robinson (2006). Military Honour and the Conduct of War: From Ancient Greece to Iraq.
10. 1 2  ”Illyricum - Uppslagsverk - NE”. www.ne.se. http://www.ne.se/uppslagsverk/encyklopedi/l%C3%A5ng/illyricum. Läst 31 juli 2017.
11. ↑  ”Illyria – Store norske leksikon” (på norska). Store norske leksikon. https://snl.no/Illyria. Läst 31 juli 2017.
12. ↑  Connolly, Peter; Gillingham, John; Lazenby, John (2016) (på engelska). The Hutchinson Dictionary of Ancient and Medieval Warfare. sid. 159.
13. ↑  Knowlton, MaryLee; Nevins, Debbie (2020) (på engelska). Albania (Cultures of the World).